# Dorit Henke
Dorit Henke (* 19. Juni 1953) ist eine ehemalige deutsche Schauspielerin mit kurzzeitiger Kinofilmkarriere während der 1970er Jahre, die sowohl in deutschen als auch in italienischen Filmen tätig war.
Sie war während der Welle der Report-Filme für die Teilnahme an diesen Softsexfilmkomödien sowie für ihren Auftritt in dem italienischen Film Die 120 Tage von Sodom (Salo o le 120 giornate di Sodoma) von Pier Paolo Pasolini bekannt. Ihr Schaffen umfasst annähernd 20 Produktionen.

## Filmografie
- 1971: Blutjunge Verführerinnen
- 1972: Zum zweiten Frühstück: Heiße Liebe
- 1972: Blutjunge Verführerinnen – 2. Teil
- 1972: Hausfrauen-Report 3. Teil: Hausfrauenreport III
- 1972: Mädchen, die nach München kommen
- 1972: Frühreife Betthäschen
- 1972: Krankenschwestern-Report
- 1972: Masuccio salernitano
- 1972: … e si salvò solo l’Aretino Pietro con una mano avanti e l’altra dietro …
- 1973: Liebe in drei Dimensionen
- 1973: Da Scaramouche or se vuoi l’assoluzione baciar devi sto … cordone!
- 1973: Le favolose notti d’oriente
- 1974: Malombra
- 1974: Il trafficone
- 1975: Die 120 Tage von Sodom (Salo o le 120 giornate di Sodoma)
- 1976: 40 gradi all’ombra del lenzuolo
- 1976: Rosso veneziano
- 1977: Hausfrauen-Report 6. Teil: Warum gehen Frauen fremd?